# Вирџинија Мадсен
Вирџинија Мадсен (енгл. Virginia Madsen) је америчка глумица, рођена 11. септембра 1961. године у Чикагу (САД). Сестра је познатог америчког глумца, Мајкла Мадсена.

## Филмографија
| Улоге Вирџинија Мадсен |                  |               |               |                                          |
| Година                 | Српски назив     | Изворни назив | Улога         | Напомена                                 |
| 1992.                  | Кендимен         |               | Хелен Лајл    | Награда Сатурн за најбољу главну глумицу |
| 1995.                  | Пророчанство     |               | Кетрин        |                                          |
| 1999.                  | Поседнуће        |               | Џејн Венс     |                                          |
| 2006.                  | Забрањен приступ |               | Бет Стенфилд  |                                          |
| 2011.                  | Црвенкапа        |               | Сузет         |                                          |
| 2016.                  | Боље пази        |               | Дендра Лернер |                                          |
| 2022.                  | Ђавољи плен      |               | др Питерс     |                                          |